# 韋斯特沃倫嶺
73°6′S 1°53′W / 73.100°S 1.883°W
韋斯特沃倫嶺（德語：Vestvorren），是南極洲的山嶺，位於毛德皇后地的瑪塔公主海岸，由德國的探險隊拍攝空中照片，現時由南極條約體系管理。